# 南鎌倉高校女子自行車社
《南鎌倉高校女子自行車社》是松本規之創作的日本漫畫作品。於Mag Garden出版的雜誌《月刊Comic BLADE》2011年8月號開始連載，至2018年10月結束，共出版11冊單行本。
衍生電視動畫已於2017年1月6日至3月24日播放全13話。
從長崎搬到鎌倉的女高中生舞倉祐美，打算每天騎自行車上學，但因為不會騎車而差點撞到了就讀同個高中的秋月巴，之後在巴的幫助下，祐美逐漸掌握了騎自行車的技巧。會騎自行車後開始產生興趣的祐美，決定創立女子自行車社。

## 登場角色
※同時出現兩個版本時，左邊是廣播劇CD版，右邊是電視動畫版。
舞春祐美（聲：工藤晴香／上田麗奈）
從長崎搬到鎌倉的高中女生，升上高中後打算騎自行車上學。以前只騎過有輔助輪的自行車，實際上騎車技巧和新手差不多，因此在第一天差點撞到巴，後來在巴的幫助下逐漸學會騎車。
比嘉夏海（聲：林沙織（第5卷）→高槻佳奈（第6卷）／藤原夏海）
沖繩人，短髮褐膚的女孩子。
秋月巴（聲：松井惠理子／廣瀨有紀）
戴著眼鏡的少女，曾差點被不會騎車的祐美撞到，後來指導祐美騎自行車的技巧。
神倉冬音（聲：中島沙樹／高森奈津美）
住在南鎌倉的大小姐，有懼高症，興趣是賞鳥。
姍蒂·麥克道格（聲：松田颯水／竹內惠美子）
出身於美國科羅拉多州的金髮少女。
森四季（聲：生天目仁美／渡部紗弓）
祐美與巴的班導師，個性開朗容易相處。
森渚（聲：本多真梨子／鬼頭明里）
在麵包店「BAKERY FLAT」工作，四季的妹妹。受姐姐影響而擁有豐富的自行車知識，因此也在「CYCLE FLAT」擔任副店長。
壽鶴（聲：淺倉杏美／加隈亞衣）
「BAKERY FLAT」的店員，南鎌倉高校的畢業生。
鳳凰寺頃音（聲：明坂聰美／久保百合花）
自行車店「CYCLE FLAT」的店長。體型嬌小，經常戴著貓耳跟尾巴，因此常被誤認成小孩子。
神倉龍子（聲：無／一城美由希）
南鎌倉高校的校長，冬音的奶奶，曾經組成南鎌倉高校自行車運動社。
秋月結花（聲：無／福緒唯）
巴的妹妹，就讀南鎌倉高校附屬中學。曾經幫助過迷路的祐美。
神倉零（聲：無／濱崎奈奈）
冬音的姊姊，在一次意外中受重傷，需坐輪椅代步。
鯖屋（聲：無／福島潤）
「BAKERY FLAT」熟客之一。
草泥馬（聲：無／宮本譽之）
「BAKERY FLAT」熟客之一。
杜絲（聲：無／村田太志）
「BAKERY FLAT」熟客之一。
獨角獸（聲：無／小林裕介）

## 出版書籍
| 卷數 | Mag Garden     | Mag Garden                                    | 東立出版社     | 東立出版社             |
| 卷數 | 發行日期       | ISBN                                          | 發行日期       | ISBN                   |
| ---- | -------------- | --------------------------------------------- | -------------- | ---------------------- |
| 1    | 2012年1月10日  | ISBN 978-4-86127-931-7                        | 2013年4月19日  | ISBN 978-986-324-279-6 |
| 2    | 2012年8月10日  | ISBN 978-4-8000-0028-6                        | 2013年10月3日  | ISBN 978-986-324-280-2 |
| 3    | 2013年3月9日   | ISBN 978-4-8000-0104-7                        | 2014年10月14日 | ISBN 978-986-332-506-2 |
| 4    | 2013年10月10日 | ISBN 978-4-8000-0217-4                        |                |                        |
| 5    | 2014年6月3日   | ISBN 978-4-8000-0319-5 ISBN 978-4-8000-0316-4 |                |                        |
| 6    | 2014年12月10日 | ISBN 978-4-8000-0382-9 ISBN 978-4-8000-0375-1 |                |                        |
| 7    | 2015年8月10日  | ISBN 978-4-8000-0488-8                        |                |                        |
| 8    | 2016年4月9日   | ISBN 978-4-8000-0554-0                        |                |                        |
| 9    | 2017年1月10日  | ISBN 978-4-8000-0643-1 ISBN 978-4-8000-0642-4 |                |                        |
| 10   | 2017年11月10日 | ISBN 978-4-8000-0730-8                        |                |                        |
| 11   | 2018年12月10日 | ISBN 978-4-8000-0813-8                        |                |                        |

## 原創歌曲
於單行本第2冊發行時宣布製作原創歌曲的特典CD，由Melonbooks發行收錄在第2冊。由同人音樂團體「幽閉サテライト」負責企劃製作。

## 電視動畫
於2015年8月11日宣布製作電視動畫。2017年1月開始在AT-X、神奈川電視台等播放。其主視覺插圖內容描寫該作品的女主角們佇立在江之電·極樂寺車站前。

### 製作人員
- 原作：松本規之（Mag Garden《月刊Comic BLADE》連載）
- 監督：工藤進
- 系列構成：砂山藏澄
- 角色設計、總作畫監督：大木良一（日语：大木良一）
- 美術設定：柴田千佳子
- 美術監督：黑田友範
- 色彩設計：鈴城留美子
- 攝影監督：黑澤豐
- 剪輯：近藤勇二
- 3DCG：J.C.STAFF、Xanthus
- 自行車監修：岡本英樹
- 音樂：Arte Refact
- 音響監督：渡邊淳（日语：渡辺淳 (音響監督)）
- 音樂製作：EXIT TUNES
- 音樂製作人：江尻哲也
- 製作人：椚山英樹、徐小瀧、淺賀孝郎、蘆立春貴、濱田啓路、前坂榮司、施忠
- 動畫製作人：松倉友二、安部正次郎
- 製片：GENCO
- 動畫製作：J.C.STAFF／A.C.G.T
- 製作：「南鎌倉高校女子自行車社」製作委員會（Duckbill Entertainment、NADA HOLDINGS、GENCO、Crunchyroll SC Fund、AT-X、My Theater D.D.、上海天譚文化傅媒有限公司）

### 主題曲
片頭曲
作詞、作曲：田中，編曲：久下真音，主唱：A應P
片尾曲
作詞：164，作曲：Ryu*，編曲：Mitsuyasu Yanagita，主唱：

### 各話列表
| 話數 | 日文標題 | 中文標題                 | 劇本     | 分鏡       | 演出     | 作畫監督          | 片尾插畫 |
| ---- | -------- | ------------------------ | -------- | ---------- | -------- | ----------------- | -------- |
| #1   |          | 入學式！                 | 砂山藏澄 | 工藤進     | 工藤進   | 古澤貴文          |          |
| #2   |          | 探索鎌倉Go！             | 砂山藏澄 | 工藤進     | 岩月甚   | 小倉恭平          | 岡本倫   |
| #3   |          | 女子自行車社開始活動！   | 砂山藏澄 | 羽多野浩平 | 岩月甚   | 小倉恭平 松本文男 | 草壁     |
| #4   |          | 我是不會把夏海交出去的！ | 富田賴子 | 工藤進     | 鎌仲史陽 | 古澤貴文          | 里好     |
| #5   |          | 選擇自行車很困難？       | 富田賴子 | 岩月甚     | 岩月甚   | 岡辰也            | 卷       |
| #6   |          | 第一次的比賽！           | 砂山藏澄 | 岡本英樹   | 永居慎平 | 植田羊一          | ニリツ   |
| #7   |          | 我能辦到的事？           | 砂山藏澄 | 岡本英樹   | 工藤進   | 小倉恭平          |          |
| #8   |          | 跟大家一起！             | 砂山藏澄 | 鎌仲史陽   | 鎌仲史陽 | 小倉恭平          |          |
| #9   |          | 來自熊先生的挑戰書！？   | 富田賴子 | 富永恒雄   | 岩月甚   | 岡辰也            | 柴乃櫂人 |
| #10  |          | 帶著自行車去旅行！       | 富田賴子 |            | 永居慎平 | 大河內忍 植田羊一 |          |
| #11  |          | 自行車這東西真不可思議   | 富田賴子 | 高島大輔   | 古澤貴文 | Gユウスケ         |          |
| #12  |          | 接下來的路還很長         | 砂山藏澄 | 平池芳正   | 富永恒雄 | 松本文男          | 加藤曉   |
| #13  |          | 我們來了，台灣！！       | 砂山藏澄 | 工藤進     | 岩月甚   | 古澤貴文 小倉恭平 | REI      |

### 播放電視台
日本深夜動畫：下文記載的日本国内播放時間使用日本標準時間（UTC+9）表示。因為部分時間标识會採用30小时制，因此請留意这类超过24:00的时间，其實際播放時間為翌日清晨。
| 播放地區     | 播放電視台   | 播放日期                       | 播放時間（UTC+9）      | 所屬聯播網   | 備註                                |
| 第一至十二話 | 第一至十二話 | 第一至十二話                   | 第一至十二話           | 第一至十二話 | 第一至十二話                        |
| ------------ | ------------ | ------------------------------ | ---------------------- | ------------ | ----------------------------------- |
| 日本全國     | AT-X         | 2017年1月6日－3月24日          | 星期五24:00－24:30     | 東京電視網   | 製作委員會方式參與 衛星電視／有重播 |
| 大阪府       | 大阪電視台   | 2017年1月9日－3月27日          | 星期一25:35－26:05     | 東京電視網   |                                     |
| 神奈川縣     | 神奈川電視台 | 2017年1月10日－3月28日         | 星期二25:00－25:30     | 獨立局       | 作品舞台                            |
| 愛知縣       | 愛知電視台   | 2017年1月11日－3月29日         | 星期三26:35－27:05     | 東京電視網   |                                     |
| 熊本縣       | 熊本放送     | 2017年2月12日－4月30日（預定） | 星期日25:50－26:20     | 日本新聞網   |                                     |
| 香港         | Animax       | 2017年5月24日－6月8日          | 星期三至四20:00－21:00 | 有線電視     | UTC+8 有重播                        |
| 臺灣         | Animax HD    | 2017年6月23日－7月4日          | 每天20:30－21:00       | 中華電信MOD  | UTC+8 有重播                        |
| 第十三話     |              |                                |                        |              |                                     |
| 日本全國     | AT-X         | 2017年4月30日                  | 19:35－20:00           | 東京電視網   | 製作委員會方式參與 衛星電視／有重播 |
| 香港         | Animax       | 2017年6月14日                  | 20:00－20:30           | 有線電視     | UTC+8 有重播                        |
| 臺灣         | Animax HD    | 2017年7月5日                   | 20:30－21:00           | 中華電信MOD  | UTC+8 有重播                        |

### BD／DVD
| 卷數   | 發行日期      | 收錄話數       | 規格編號   | 規格編號   |
| 卷數   | 發行日期      | 收錄話數       | BD         | DVD        |
| ------ | ------------- | -------------- | ---------- | ---------- |
| 1      | 2017年4月12日 | 第1話～第3話   | BSTD-09671 | DSTD-09671 |
| 2      | 2017年5月10日 | 第4話～第6話   | BSTD-09672 | DSTD-09672 |
| 3      | 2017年6月14日 | 第7話～第9話   | BSTD-09673 | DSTD-09673 |
| 4      | 2017年7月12日 | 第10話～第12話 | BSTD-09674 | DSTD-09674 |
| 特別篇 | 2017年8月9日  | 第13話         | BSTD-09675 | DSTD-09675 |

## 外部連結
- 南鎌倉高校女子自転車部／松本規之 Mag Garden Comic Online（页面存档备份，存于）（日語）
- 南鎌倉高校女子自行車社電視動畫公式官網（日語）
- 南鎌倉高校女子自行車社電視動畫AT-X電視台介紹專頁（页面存档备份，存于）（日語）
- 電視動畫《南鎌倉高校女子自行車社》官網的X（前Twitter）（日語）